# The Commuters
The Commuters es una película muda de comedia de 1915 dirigida por George Fitzmaurice y protagonizada por Irene Fenwick en su debut fílmico.  Está basada en la obra de Broadway de 1910, The Commuters, de James Forbes.
Actualmente, una copia de la película está preservada en la colección de la Biblioteca del Congreso.

## Trama
Larry Brice y su amigo Rolliston son habitantes de los suburbios. Rolliston invita a Larry a quedarse en el centro con él y disfrutar de los cabarets que Larry, con remordimiento y recelo, consiente en hacerlo, llamando a su casa con la "excusa habitual sobre los negocios". Los dos amigos "recorren" distintas bares rurales, adquiriendo refrescos y regosijandose en el camino, para terminar finalmente en un Palacio de la Alegría de Long Island. Cuando se llega a la etapa de lanzamiento de confeti, Larry, con espléndida puntería, hace rebotar una bola de serpentina en la cabeza calva del excitado "Sammy", director de la orquesta italiana. Con el asesinato pensado de antemano, el sensible músico sigue la tortuosa ruta del misil de papel, llegando a la mesa de los dos amigos donde la reconciliación, el vino y los espaguetis suplanta al homicidio. Larry llama a su esposa, Hetty, que el negocio sigue presionando, olvidándose, sin embargo, de excluir los acordes de la música de la cabina telefónica. Se va a la cama disgustada y unas horas después oye llegar a su marido con "Sammy" a cuestas, insistiendo en que este último tome el dormitorio de invitados. Luego, Larry se duerme rápidamente, se despierta a tiempo para las 7:46 y se apresura a ir a la oficina sin decirle a Hetty de su nuevo conocido. Mientras tanto, Carrie, la criada, sucia, vulgar, perezosa e incompetente, encuentra la cama desordenada, y levantando las mantas, grita ante la aparición del Sammy dormido. Hetty adivina la verdad. Sammy se marcha de inmediato, pero solo llega a la calle, donde los niños pequeños lo apedrean sin piedad. Sammy regresa y se niega a moverse hasta que le proporcionen un traje. Y Hetty, con la libertad de una esposa, se expresa claramente con Larry por teléfono, lo que hace que el caballero salga corriendo. Ordena contra reembolso un traje de calle para Sammy. Mientras tanto, el club de sufragistas se reúne en la casa de los Brice. Y luego las cosas suceden rápidamente. El transportista llega con la ropa; la criada se niega a aceptar el envión contra reembolso; Sammy lo persigue frenéticamente, lo golpea, le quita la ropa y está en el acto de entrar sigilosamente a la casa cuando las sufragistas lo descubren. Es atacado por cuatro mujeres fornidas, se llama al alguacil y Hetty se apresura de nuevo al rescate, explicando a sus amigas que Sammy no es un ladrón. Con las cejas arqueadas sugerentemente, las sufragistas marchan a casa, haciendo diversos comentarios sobre la conducta de Hetty. Mientras la infortunada joven es llevada medio desmayada a su habitación, el alguacil llega y arresta a Sammy. De esta difícil situación, Larry, que acaba de llegar a casa, lo salva. Sammy insiste en quedarse a cenar y Hetty anuncia la llegada esperada de su madre. Esto hace que Larry apresure a Sammy a salir de la casa. Se encuentran con Rolliston y en su gran corredor hacen otra noche entre los bares. Mientras tanto, la pequeña Sra. Rolliston visita a Hetty con la información de que su esposo también está desaparecido, y sugiere que Hetty se venga. Con este fin, la Sra. Rolliston dirige una nota de amor a Hetty, que supuestamente proviene de "Jack", y mientras trama su plan son interrumpidos por la llegada de Larry y Sammy. Hetty se mete en un armario de ropa, mientras la Sra. Rolliston se escurre por la puerta. Esta última le dice rápidamente a su esposo, quien telefonea a Larry sobre la broma propuesta, pero se olvida de contarle la carta. Cuando Larry se encuentra con Hetty en el comedor, ella deja caer la nota falsa y él, en un repentino ataque de celos, crea una pelea familiar. En el piso de arriba, Sammy ha encontrado un pijama de Larry y entra en la habitación de invitados donde la aparición de la suegra en la cama le hace huir silenciosamente a la habitación más cercana, que probablemente sea la de Larry. Mientras tanto, la joven fue de Rolliston para una explicación de la nota. Hetty, ansiosa por reconciliarse, va a la habitación de Larry, lo rodea con sus brazos y, para su horror, descubre a Sammy. Unos minutos más tarde, cuando Larry regresa de Rolliston, de repente se da cuenta de un tremendo alboroto en los dormitorios superiores de su casa. Temiendo por su esposa, se apresura a subir los escalones, solo para descubrir que Sammy había entrado en la habitación de la suegra y había sido tratado de la manera aprobada. Esto tranquiliza a Sammy, quien se apresura a regresar a su amada Broadway, jurando que la vida del viajero no es vida para él.

## Producción y distribución de la película
La película fue producida por George Kleine Productions.
Los derechos de autor de la película, solicitados por George Kleine, fueron registrados el 22 de abril de 1915 con el número LP5101, y fue distribuida por Kleine-Edison Feature Services, estrenándose la película en cines 4 días después.

## Reparto
- Irene Fenwick como Hetty Brice
- Charles Judels como el Profesor Anatole Vermouth, alias Sammy
- George Le Guere como Larry Brice
- Dan Moyles como el Señor Rolliston
- Della Connor como Fan Rolliston, esposa
- Agnes Marc como Carrie, la sirvienta
- Dan Crimmins como el Policía
- Marie Collins como la Suegra